# Budynek Kasy Oszczędności w Tarnowie
Budynek dawnej Kasy Oszczędności w Tarnowie (także kamienica dawnej Kasy Oszczędności, zwana również Salą Lustrzaną) – zabytkowy budynek znajdujący się przy ulicy Wałowej 10 w Tarnowie, który powstał w latach 1880–1882 dla Miejskiej Kasy Oszczędności; do lat 50. XX w. mieściła się tu jej siedziba. Pełnił także funkcję centrum kulturalnego miasta: w reprezentacyjnej sali balowej Towarzystwa Kasynowego, zwanej Salą Lustrzaną, organizowano uroczyste wydarzenia okolicznościowe. W budynku mieści się siedziba Tarnowskiego Centrum Przedsiębiorczości, natomiast w Sali Lustrzanej odbywają się wydarzenia okolicznościowe oraz sesje Rady Miasta Tarnowa.

## Lokalizacja

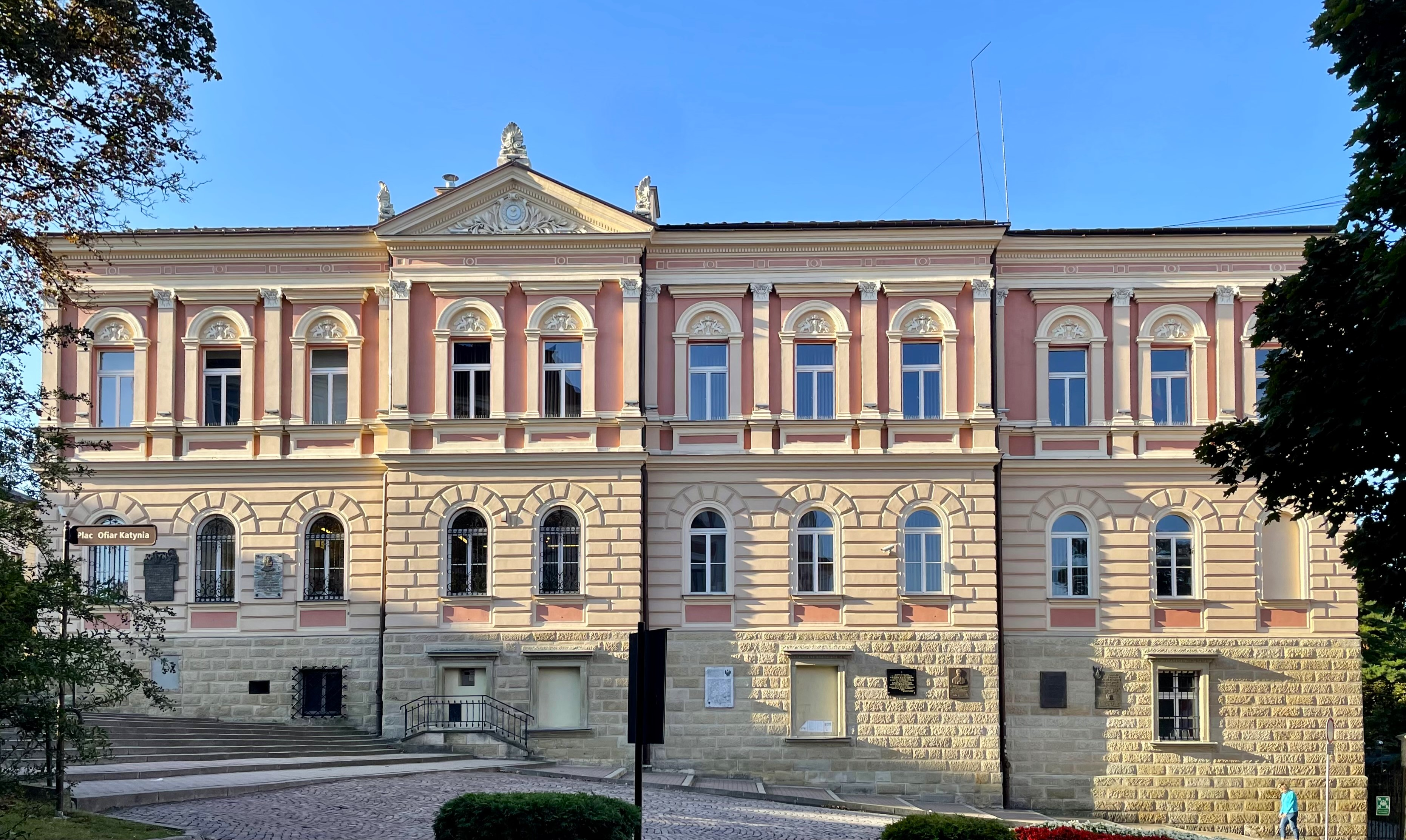
Widok na budynek od północy, z placu Ofiar Katynia

Budynek dawnej Kasy Oszczędności, zwany skrótowo od jednej z sal Salą Lustrzaną, umiejscowiony jest na tarnowskiej Starówce przy zbiegu ulicy Wałowej i Placu Ofiar Katynia. Wchodzi w skład ścisłej zabudowy zewnętrznej pierzei ul. Wałowej, od zachodu graniczy natomiast z terenem miejskiego amfiteatru. Naprzeciwko wjazdu na teren dziedzińca obiektu znajduje się pomnik Nieznanego Żołnierza. Obok głównego wejścia do budynku zlokalizowana jest Ławeczka Poetów.

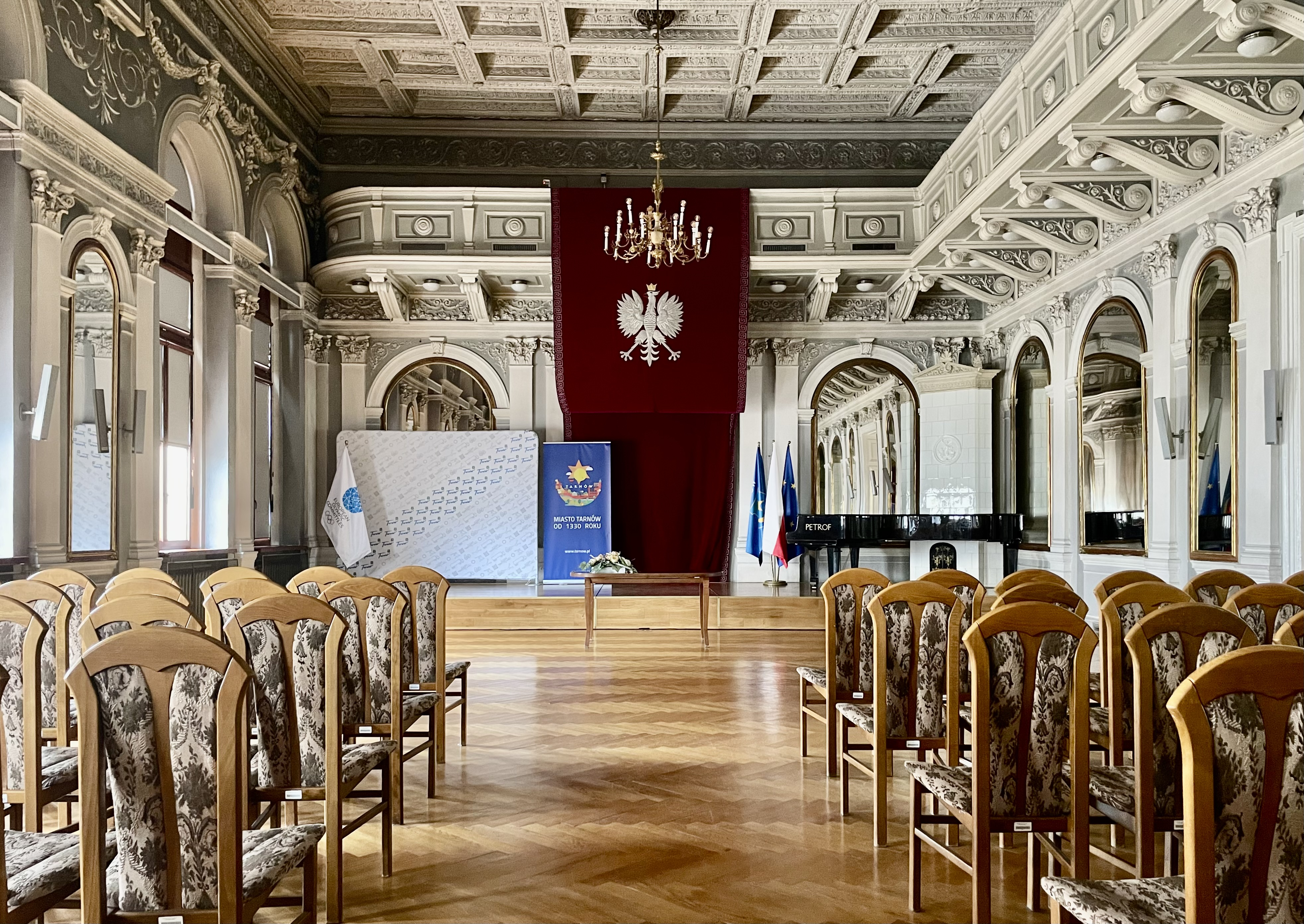
Reprezentacyjna Sala Lustrzana

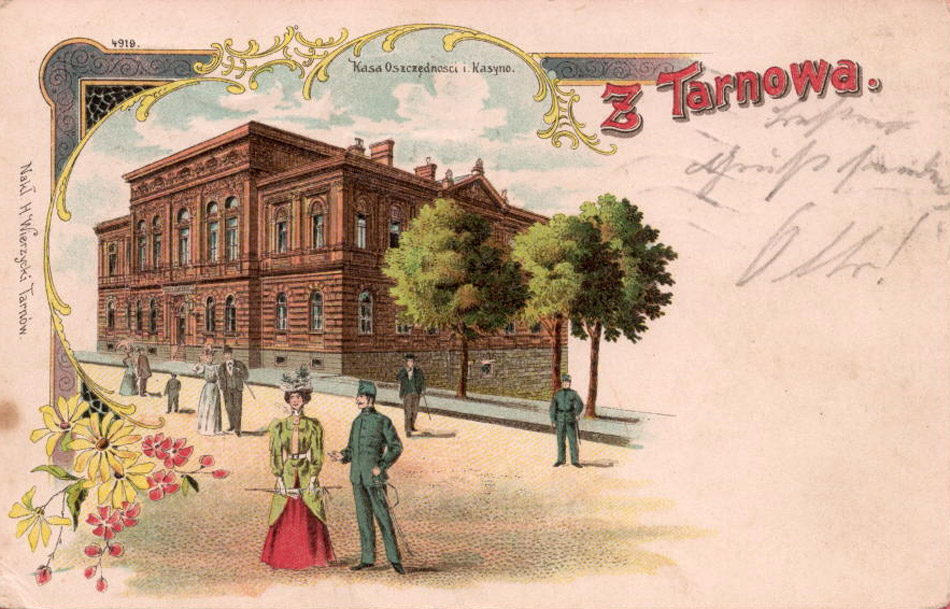
Kamienica, opisana jako Kasa Oszczędności i Kasyno, na pocztówce z przełomu XIX i XX wieku

## Historia

### Początki i okres do II wojny światowej
Budynek powstał w latach 1880–1882 z inicjatywy miejskiej Kasy Oszczędności, która potrzebowała własnej, samodzielnej siedziby. Początkowo planowano wybudowanie wspólnego budynku zarówno dla kasy, jak i dla władz miejskich lub autonomicznych, deklarujących partycypowanie w kosztach budowy, jednakże pomysł ten nie został zrealizowany.

Kasa w celu wybudowania nowego obiektu zakupiła za 6500 złotych reńskich parcelę przy ul. Wałowej, a następnie rozpisała konkurs na projekt obiektu, asygnując dla najlepszych planów odpowiednio po 300 i 100 złr. Autorem planów wyłoniony został budowniczy miejski Karol Polityński, który jednakże spóźniał się z przedłożeniem dokumentów do realizacji, prawdopodobnie ze względu na konieczność przemodelowania projektu wskutek licznych naniesionych zmian przez C.K. Namiestnictwo we Lwowie. W styczniu 1881 roku przyjęto do przeprowadzenia prac budowlanych ofertę książąt Sanguszków, a także utworzono komitet budowy. 

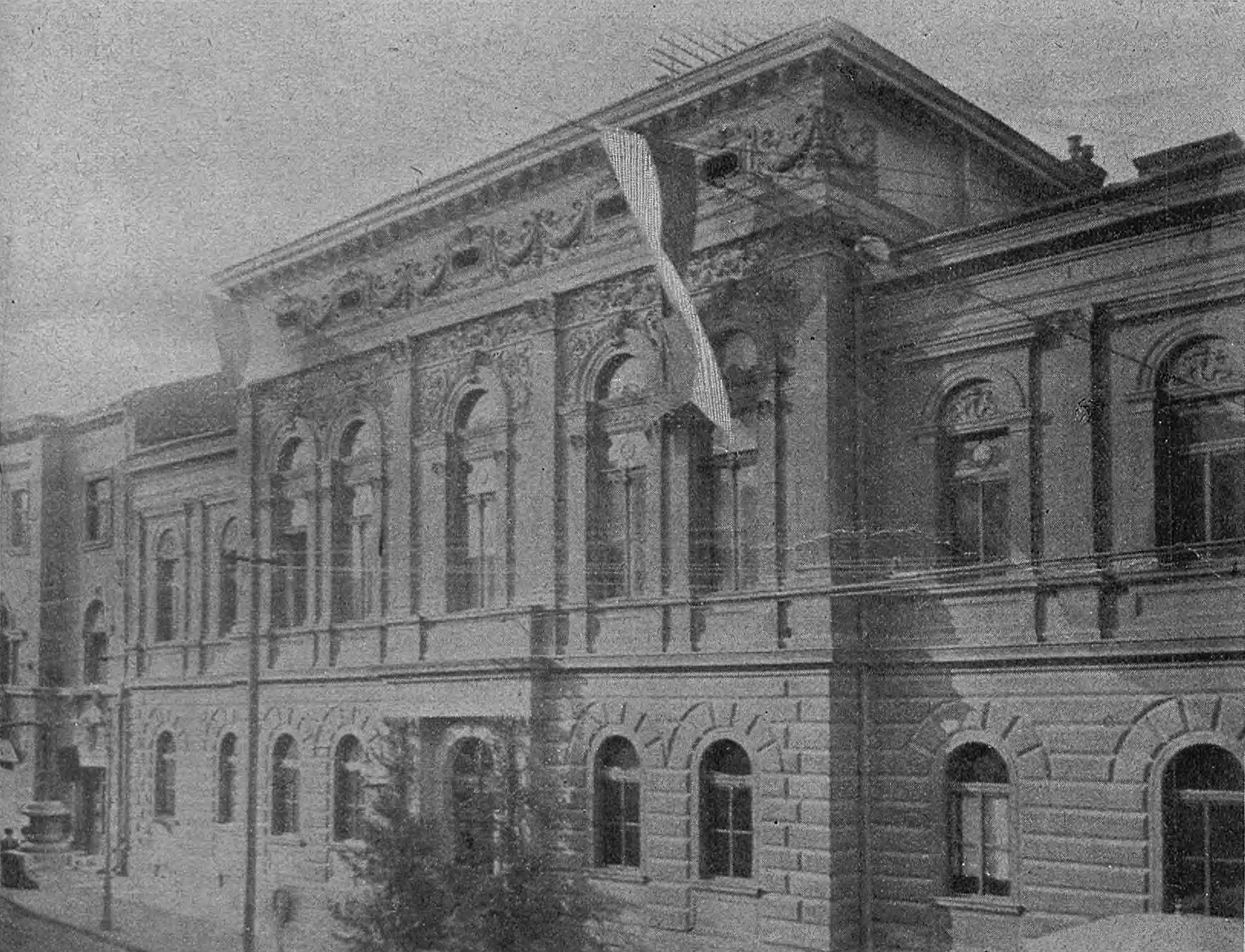
Kamienica w 1911 roku

Budowa nie przebiegała bez komplikacji. Niedokładnie przeprowadzono m.in. prace we wnętrzu, a także natrafiono na problemy z wykorzystywanym piaskowcem, który okazał się bardzo kruchy. Przyczyny problemów dopatrywano się w fakcie, iż kierownik budowy musiał dojeżdżać do miasta z Krakowa, przez co nie był w stanie wszystkiego dopilnować. Kamienicę oddano do użytku w 1882 roku; odtąd budowla jest najokazalszym obiektem przy ulicy Wałowej. 

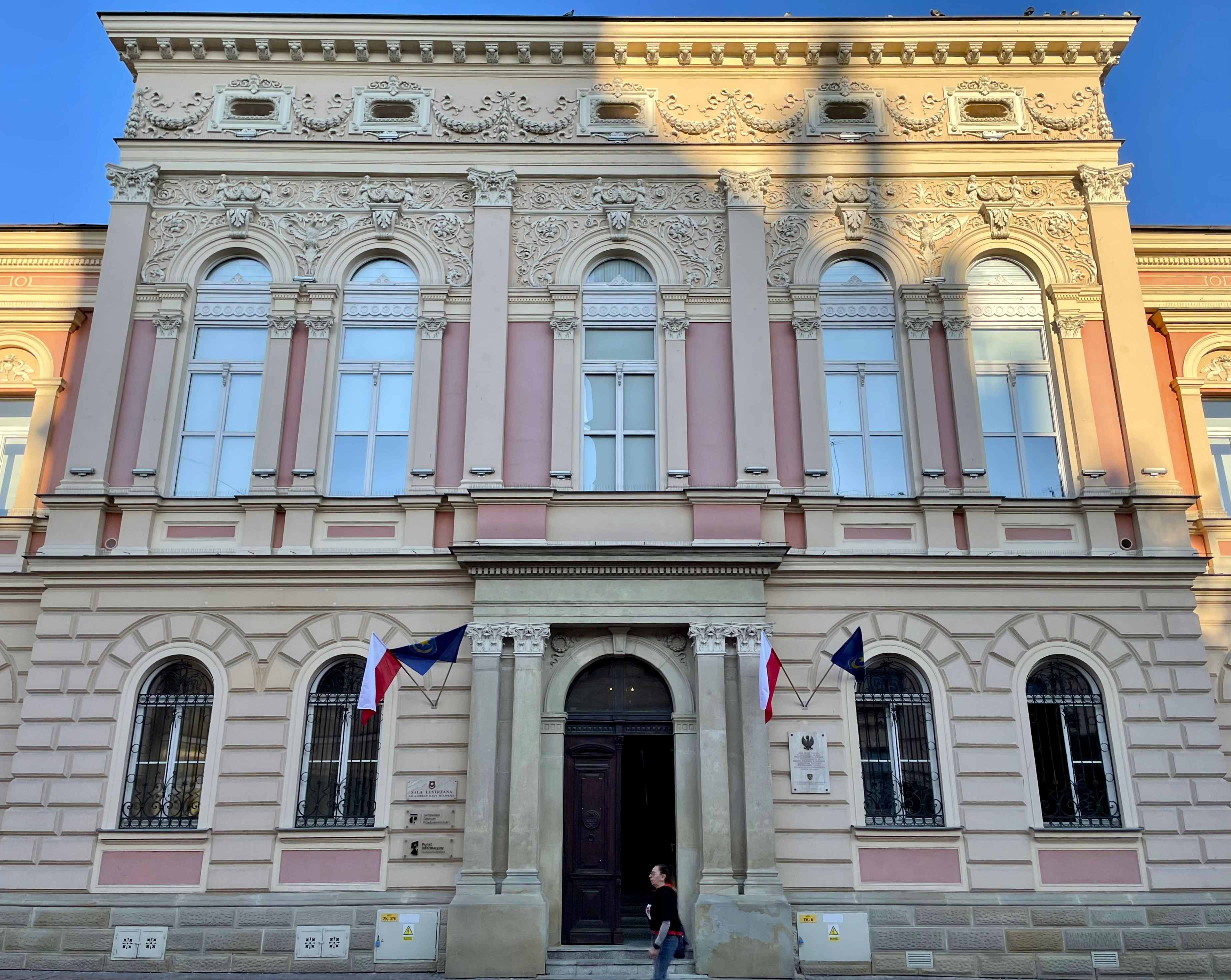
Główne wejście do kamienicy, widoczne bogate zdobienia frontu

W 1881 roku budynkiem zainteresowało się Towarzystwo Kasynowe, które zapowiedziało, iż zakupi ławki oraz zwierciadła do budowanej sali balowej. Towarzystwo to w 1882 roku wynajęło także za 1000 złotych reńskich cztery pomieszczenia pierwszego piętra, a ponadto za odpowiednio 250 i 45 złr. trzy inne sale wraz z dodatkowym pomieszczeniem zdecydowało się wynająć tarnowskie Towarzystwo Muzyczne.
Po ukończeniu budowy do kamienicy przeniesiono siedzibę Kasy Oszczędnościowej, która zajęła parter budowli, natomiast na piętrze mieściła się siedziba Towarzystwa Kasynowego oraz Muzycznego. Ponadto zlokalizowany był tu lombard oraz prywatne szkoły muzyczne

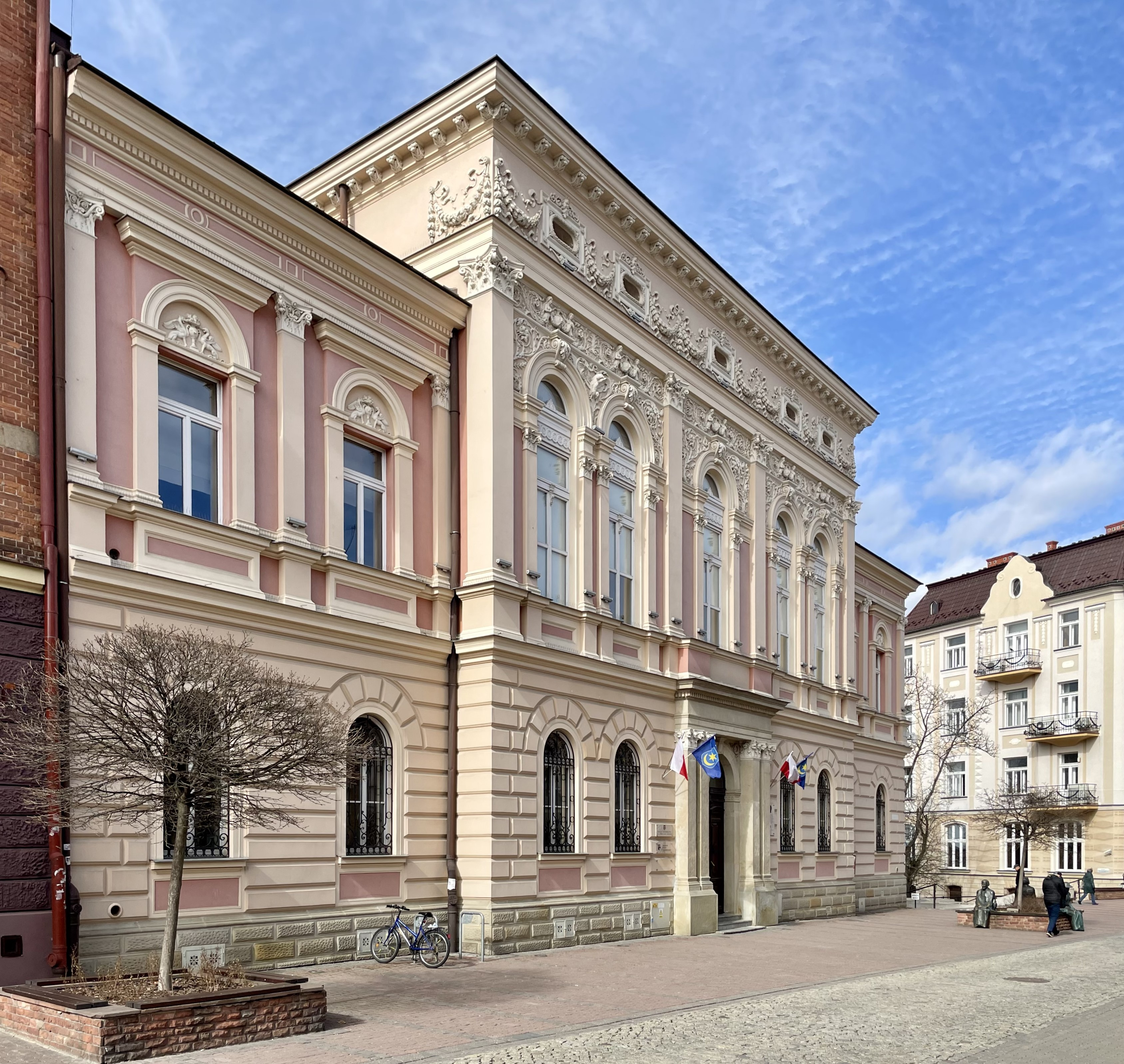
Widok na gmach od południa

W 1898 roku wedle projektu Adolfa Juliusza Stapfa częściowo zmieniono układ funkcjonalny wnętrz oraz wzdłuż ul. Józefa Piłsudskiego (pl. Ofiar Katynia) rozbudowano jedno ze skrzydeł budowli. W 1929 roku przeprowadzono modernizację głównej klatki schodowej, zmieniając jej konstrukcję z drewnianej na żelbetową. Budynek przed II wojną światową pełnił funkcję centrum kulturalnego i finansowego Tarnowa, w znajdującej się na pierwszym piętrze Sali Lustrzanej Towarzystwa Kasynowego, zwanej podówczas Salą Kasyna, organizowano liczne bale, przedstawienia, rauty i koncerty. Wystąpili tutaj m.in. Eugéne Ysaÿe, Pablo Sarasate, Władysław Żeleński oraz Ignacy Jan Paderewski.

### Po II wojnie światowej
Od czasów po zakończeniu II wojny światowej do 1964 roku w budynku funkcjonował komitet rządzącej krajem Polskiej Zjednoczonej Partii Robotniczej. Po roku 1951 zorganizowano ekspozyturę Powszechnej Kasy Oszczędności, działającą do 1987 roku, którą umieszczono w miejscu zlikwidowanej miejskiej Kasy Oszczędności. W budynku miały także siedzibę: Towarzystwo Literackie im. Adama Mickiewicza, Towarzystwo Przyjaciół Ziemi Tarnowskiej, Tarnowskie Towarzystwo Muzyczne oraz Biuro Wystaw Artystycznych. Po 1991 roku instytucje te opuściły kamienicę i od 1992 znajdował się tu Bank Przemysłowo-Handlowy, później Bank PKO SA.

W 1949 roku w pomieszczeniach przeznaczonych dla partii przeprowadzono remont, podczas którego przemalowano pomieszczenia oraz wymieniono podłogi na parkiet. Następnie w 1964 roku poddano rewitalizacji reprezentacyjną Salę Lustrzaną. 

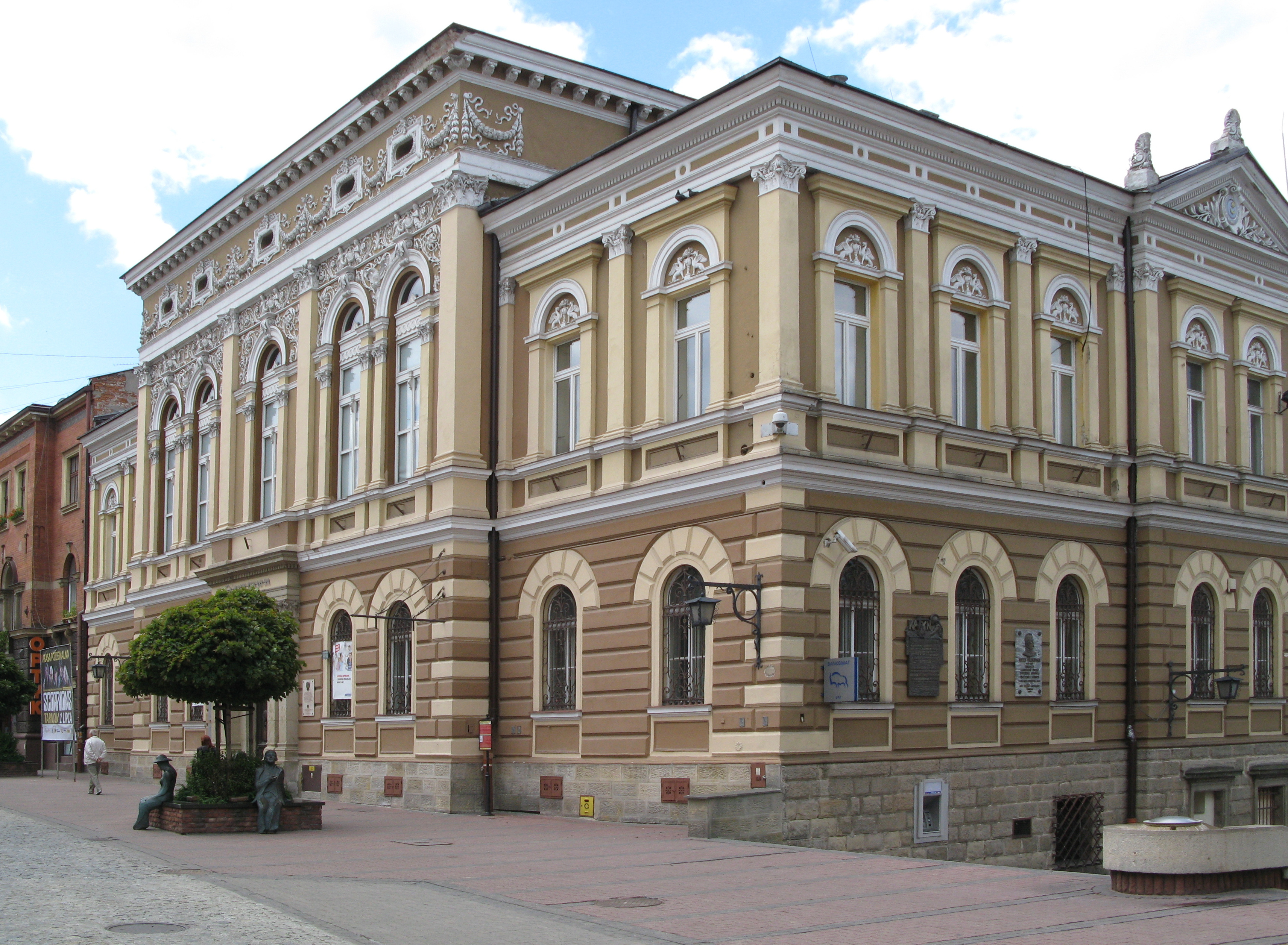
Widok na budynek z ul. Wałowej sprzed renowacji z lat 2011–2013

W 1976 roku budynek został wpisany do rejestru zabytków nieruchomych ówczesnego województwa tarnowskiego (nr rejestru A-84 z dnia 30 marca 1976 roku). W 1993 roku wykorzystujący kamienicę bank za jej rekonstrukcję i remont otrzymał nagrodę w postaci złotego medalu od Ministra Kultury i Sztuki.
W latach 2001, 2005, 2007, 2008, 2012, 2014 oraz 2018 na elewacji budynku od strony ul. Wałowej oraz pl. Ofiar Katynia odsłaniano tablice pamiątkowe, upamiętniające odpowiednio: Józefa Piłsudskiego, Jerzego Popiełuszkę, ofiary zbrodni katyńskiej, generałów WP związanych z Ziemią Tarnowską, 90 rocznicę odzyskania niepodległości, ofiary katastrofy smoleńskiej, żołnierzy AK Inspektoratu Tarnów, a także Legionistów i członków Polskiej Organizacji Wojskowej.
W latach 2011–2013 zorganizowano remont budynku o wartości około 1,5 mln złotych, w ramach którego przeprowadzono konserwację kamieniarki i stolarki okiennej oraz sztukaterii, zamontowano iluminacje świetlne, a także odnowiono tynki.
W budynku, według stanu z 2022 roku, mieści się siedziba Tarnowskiego Centrum Przedsiębiorczości, a w Sali Lustrzanej odbywają się sesje Rady Miasta Tarnowa, udzielane są śluby cywilne oraz organizowane są wydarzenia okolicznościowe.

## Architektura

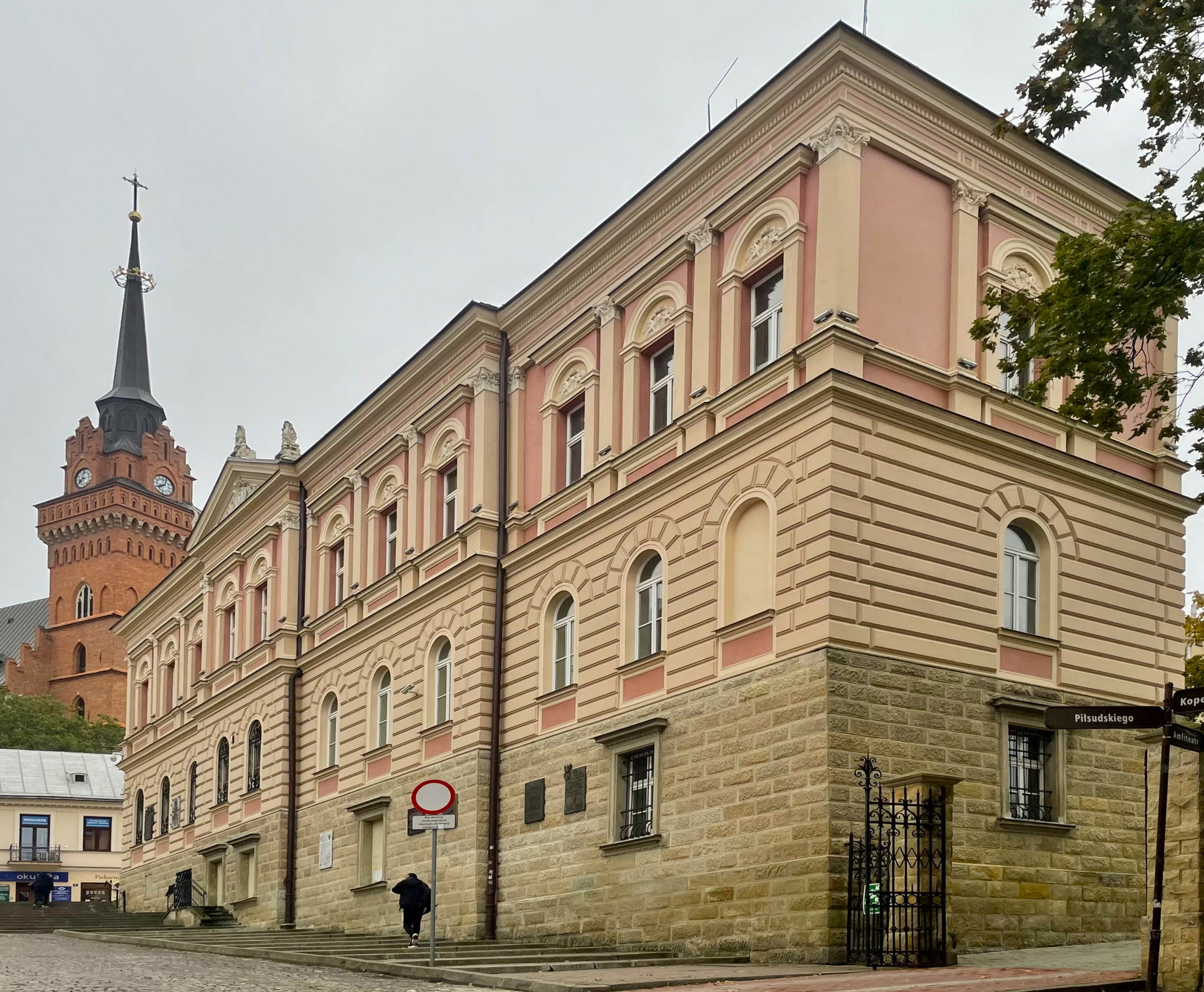
Widok na zachodnie skrzydło budynku od zbiegu ul. Piłsudskiego i Kopernika; widoczna znaczna różnica wysokości terenu między frontem i tylną częścią kamienicy

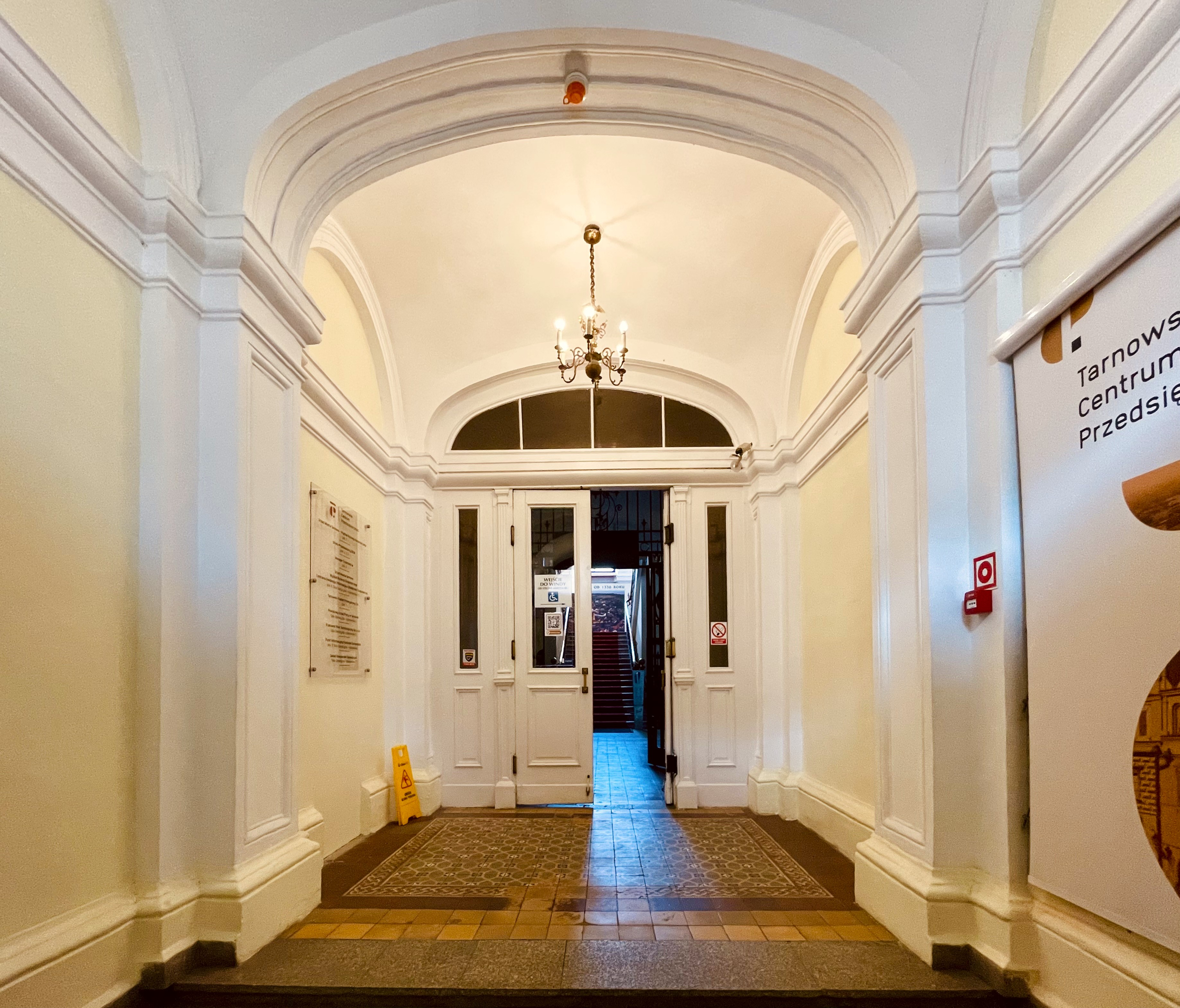
Przedsionek kamienicy, widoczne zachowane sklepienie żaglaste

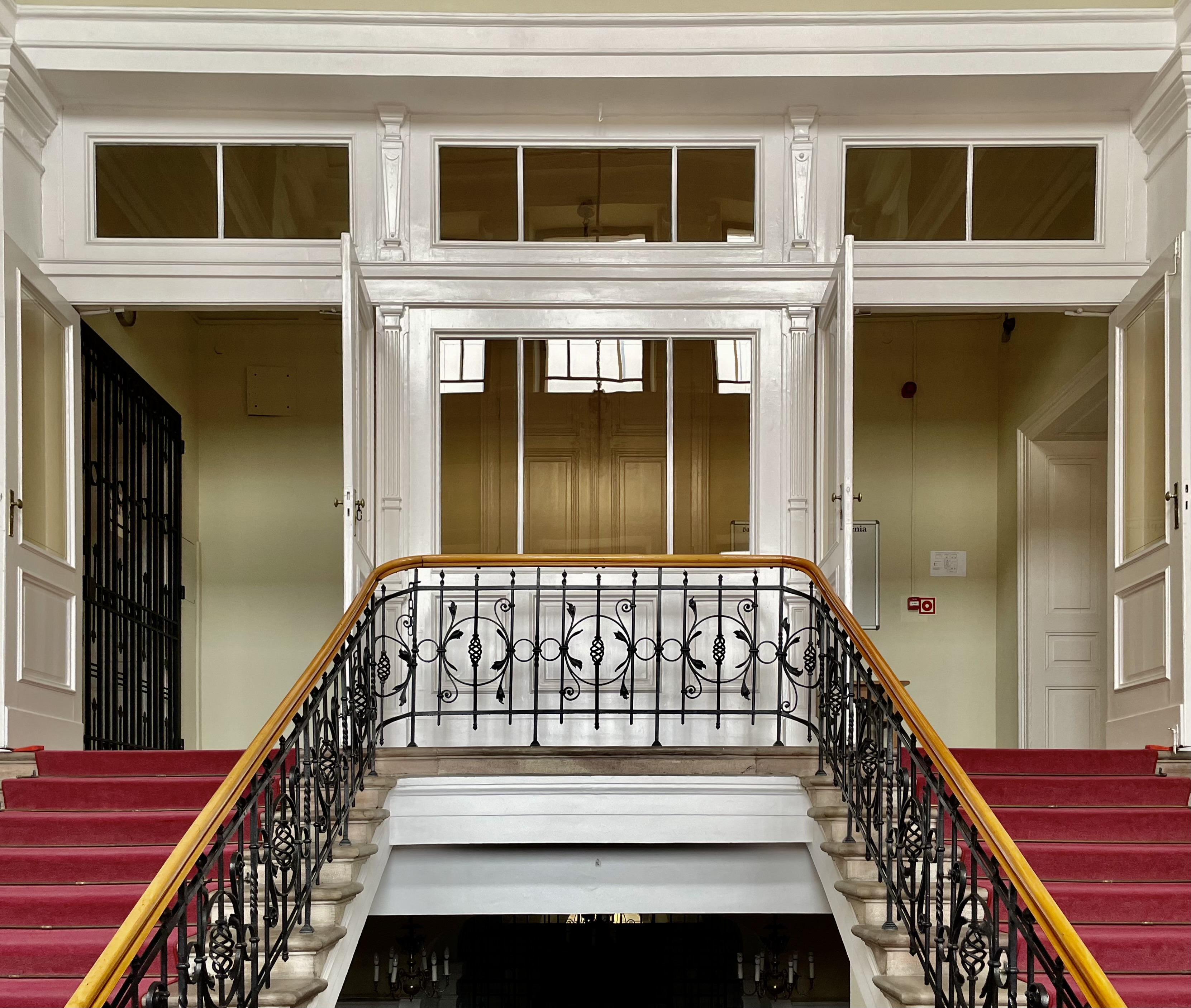
Widok z półpiętra na górną część głównej klatki schodowej

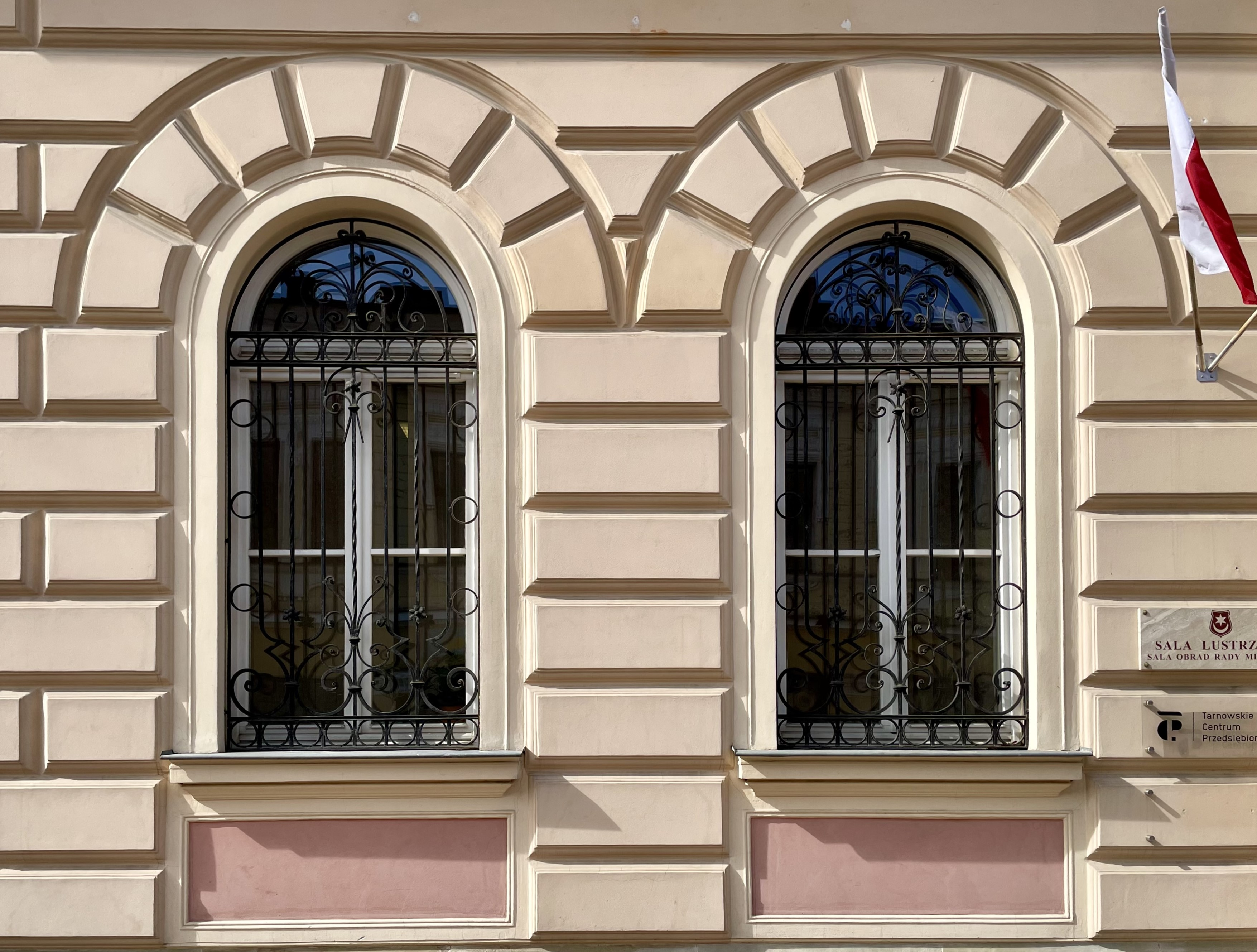
Detal elewacji: widoczne boniowanie i okna z nadświetlem

Obiekt jest przykładem XIX-wiecznej budowli w stylu neorenesansowym lub eklektycznym z neorenesansowymi dekoracjami. Jest dwukondygnacyjny, murowany z cegły i podpiwniczony, skonstruowany na planie litery „L” z dwóch przenikających się brył.
Bryła kamienicy wzdłuż ulic jest dość zwarta, a od strony podwórza mocniej rozbudowana. Szerokość frontu sięga 31,70 m, natomiast długość skrzydła zachodniego od pl. Ofiar Katynia (ul. Piłsudskiego) dochodzi do 35,70 m. Skrzydło od strony ul. Wałowej jest dwutraktowe i ma kształt zbliżony do prostokąta, z umiejscowionym pośrodku fasady ryzalitem. Drugie ramię budynku jest prostokątne z lekkim uskokiem, jednotraktowe, również wyposażone w ryzalit. Zasłania od strony ulicy dziedziniec budowli.
Budynek ma powierzchnię użytkową liczącą 1960 m² przy kubaturze wynoszącej 14 040 m³. Według stanu z 1990 roku wyposażony jest w wentylację mechaniczną i centralne ogrzewanie, a także instalacje elektryczną, gazową oraz wodociągową i kanalizacyjną. Jego właścicielem był wówczas Urząd Miasta Tarnowa.

### Elementy wnętrza
Piwnice kamienicy nakryte są sklepieniami kolebkowymi i żaglastymi. Klatka schodowa prowadząca do piwnic jest wachlarzowa z drewnianą tralkową balustradą i stopniami ustawionymi na belkach policzkowych. Istnieje także inne, dodatkowe zejście do piwnic, umiejscowione w zachodnim skrzydle budowli, na które składa się dwubiegowa żelbetowa klatka schodowa, z monolitycznymi, płytowymi biegami. Z uwagi na znaczną różnicę wysokości między frontem i tylną częścią budowli, piwnice skrzydła zachodniego przekształcają się w jej parter.
Pomieszczenia parteru nakryte są – odpowiednio – sklepieniami żaglastymi w sieni, kolebkowymi w salach po obu stronach głównej klatki schodowej; inne pomieszczenia nakryto sklepieniami odcinkowymi na stalowych belkach.
Parter składa się z przedsionka, sieni, głównej i pomocniczej klatki schodowej, sali posiedzeń oraz sali byłego banku. Przedsionek jest oddzielony od sieni przeszklonymi wahadłowymi drzwiami, wyposażonymi w nadświetle. W sieni umiejscowione są betonowe schody. W pomieszczeniach po obu stronach klatki schodowej występują plafony zdobione sztukateriami oraz fasety. Istnieje tu także sala posiedzeń, ze sztukateryjnym stropem kasetonowym oraz cokołem z boazerii płycinowej. Z pomieszczeń parteru wybiega główna dwubiegowa klatka schodowa, z monolitycznymi żelbetowymi stopniami, ułożonymi na stalowych belkach policzkowych, wyposażona w stalową balustradę z drewnianym uchwytem. Ściany w tej klatce schodowej podzielone są pilastrami, a pola pomiędzy nimi obito tkaniną. Z parteru odchodzi także druga, pomocnicza wachlarzowa klatka schodowa, z drewnianą tralkową balustradą i stopniami ustawionymi na drewnianych belkach policzkowych, prowadząca do piwnic i na I piętro. Posadzki w holu oraz sieni są terakotowe, ułożone z płytek z wielokolorowymi geometrycznymi wzorami; podłogi w sali posiedzeń oraz pomieszczeniach byłego banku są parkietowe. Pokrycia podłogowe w pomocniczych pomieszczeniach komunikacyjnych i sanitarnych wykonano z lastryko.

Na I piętrze, naprzeciwko głównej klatki schodowej, znajduje się reprezentacyjna Sala Lustrzana, wysoka na półtorej kondygnacji, z trzech stron otoczona galerią opartą na konsolach, z obficie zdobionym sztukateryjnym kasetonowym stropem i piecami kaflowymi w narożach. Na podłogach jest parkiet. Wyposażenia sali dopełniają kryształowe lustra, od których pochodzi jej nazwa, osadzone pomiędzy pilastrami, niosącymi sztukateryjny fryz. Z pierwszego piętra wybiegają zabiegowe schody prowadzące na strych oraz balkon otaczający Salę Lustrzaną, z monolitycznymi, wykonanymi z żelbetu stopniami osadzonymi wspornikowo w ścianie.

Wnętrza Sali Lustrzanej
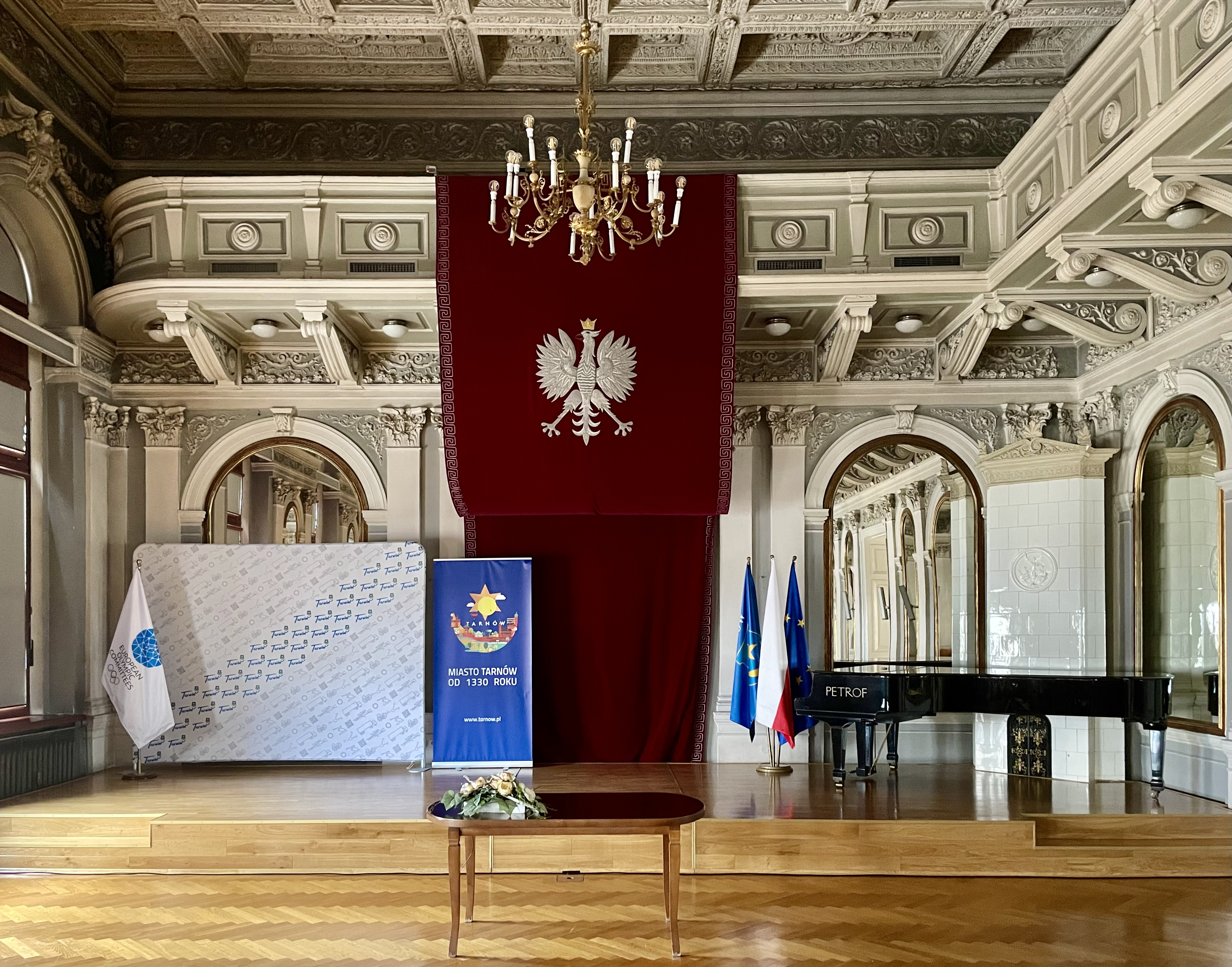
Widok ogólny przedniej części Sali Lustrzanej
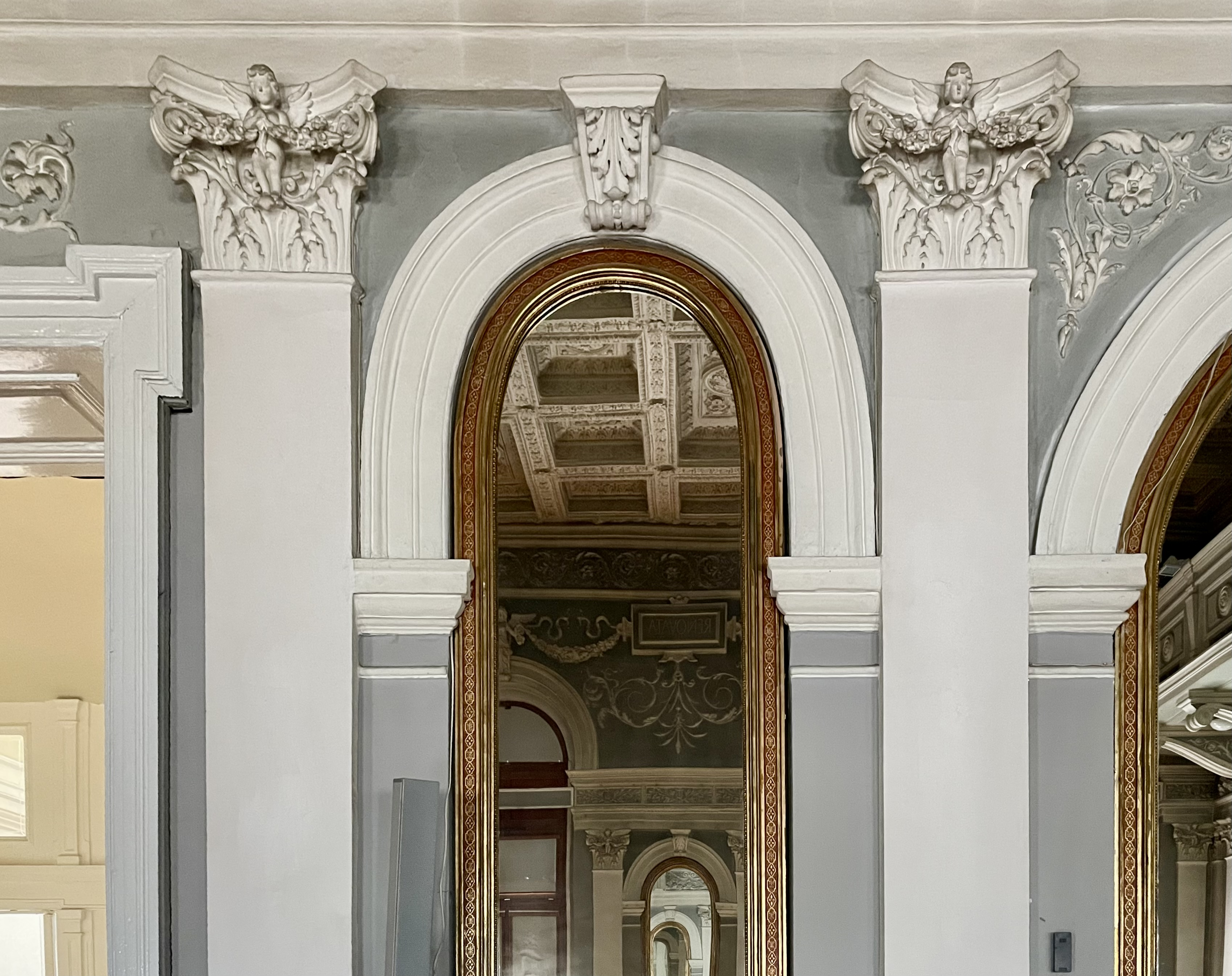
Bogato zdobione pilastry i osadzone między nimi kryształowe okno
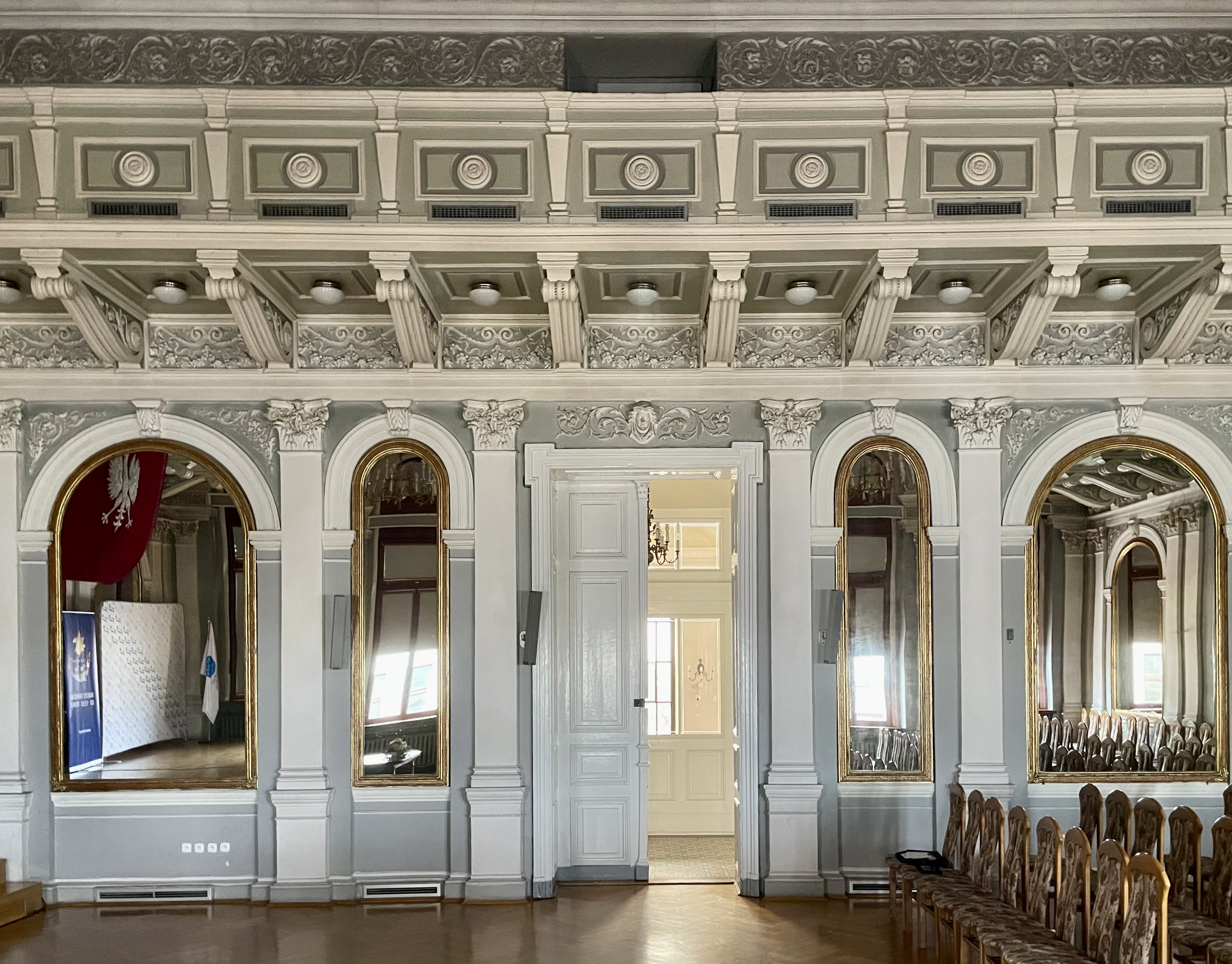
Widoczne kryształowe lustra, liczne bogate zdobienia oraz galeria wsparta na konsolkach.
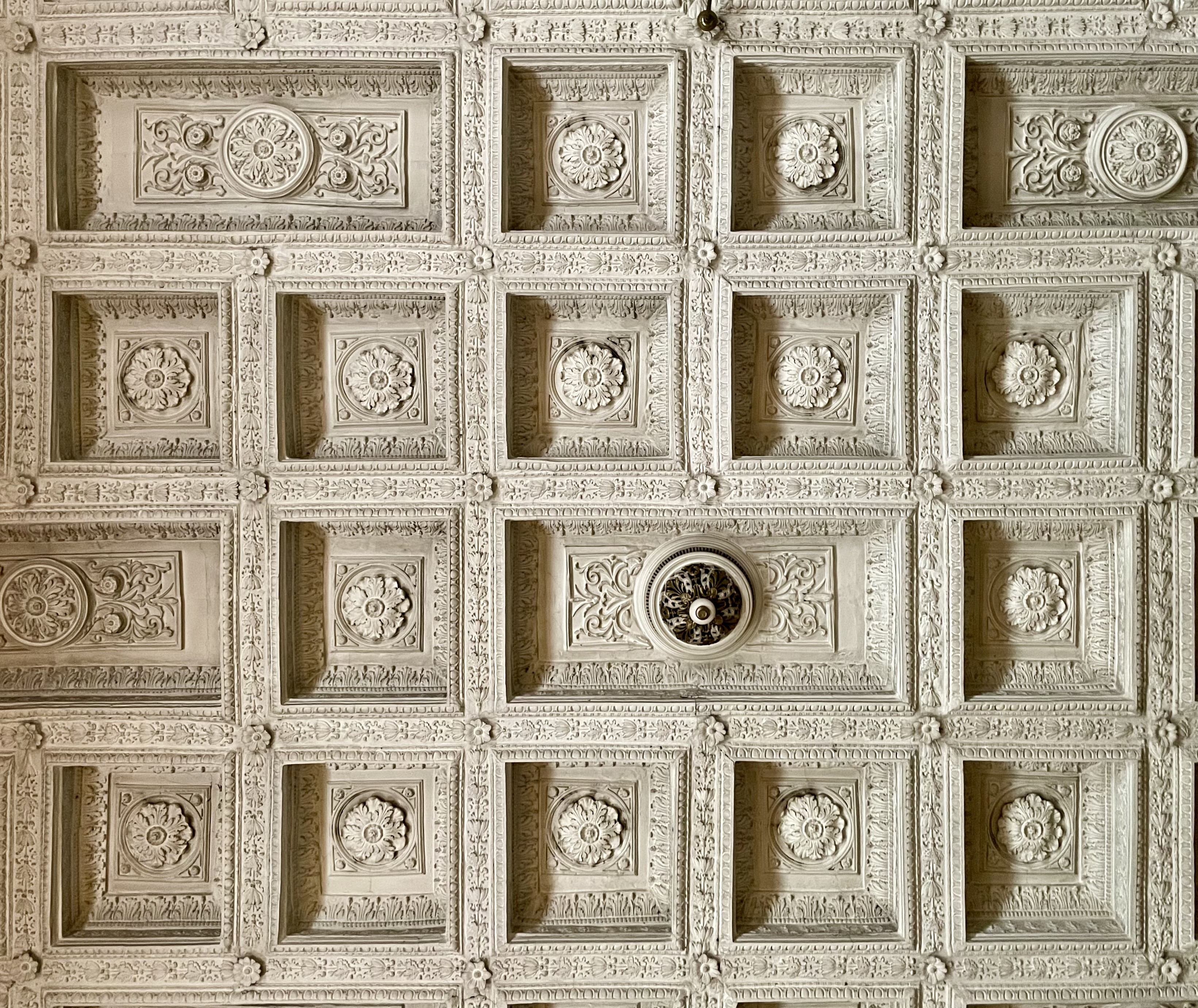
Kasetonowy strop sali
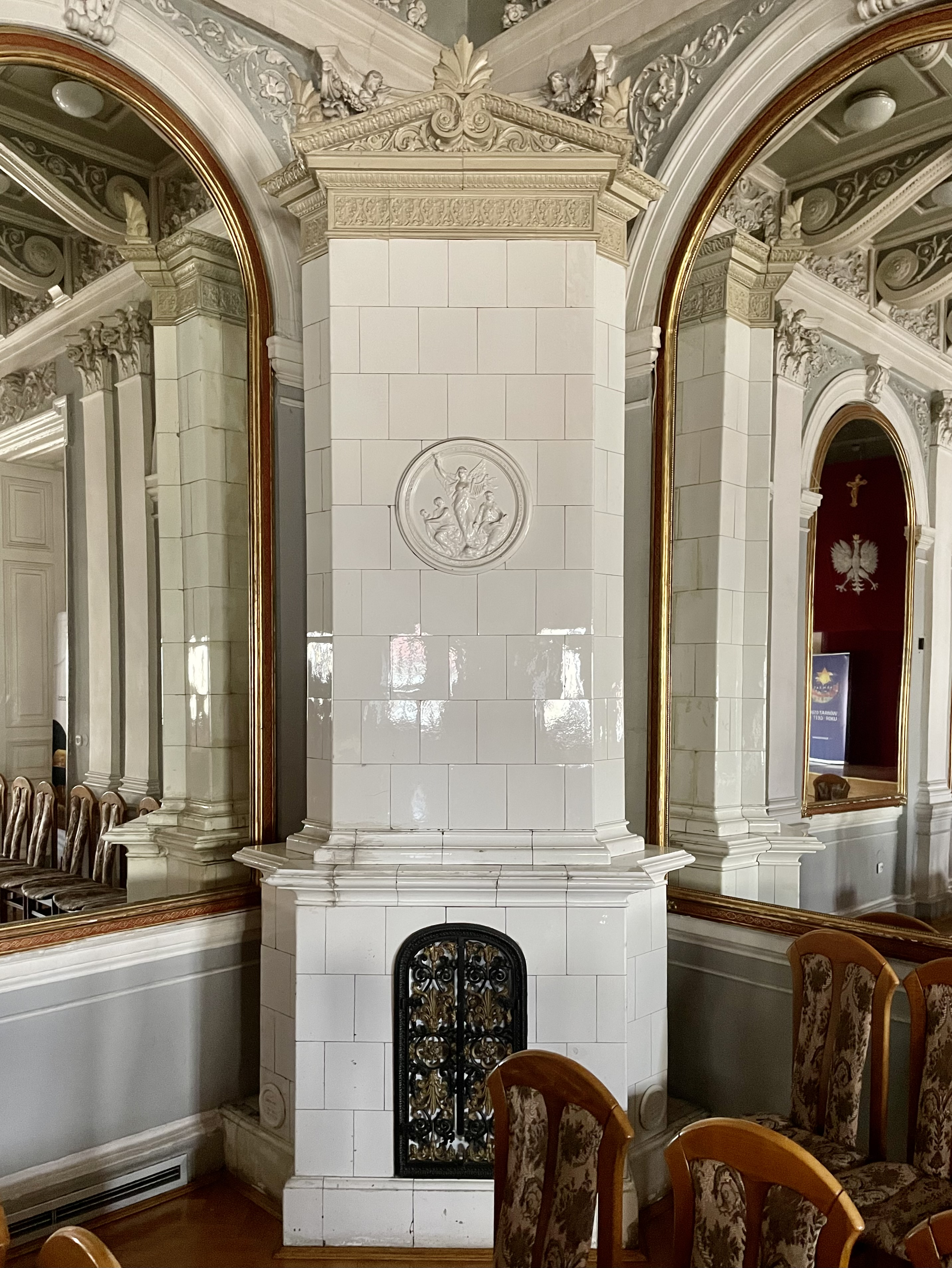
Jeden z pieców kaflowych umieszczonych w narożach pomieszczenia
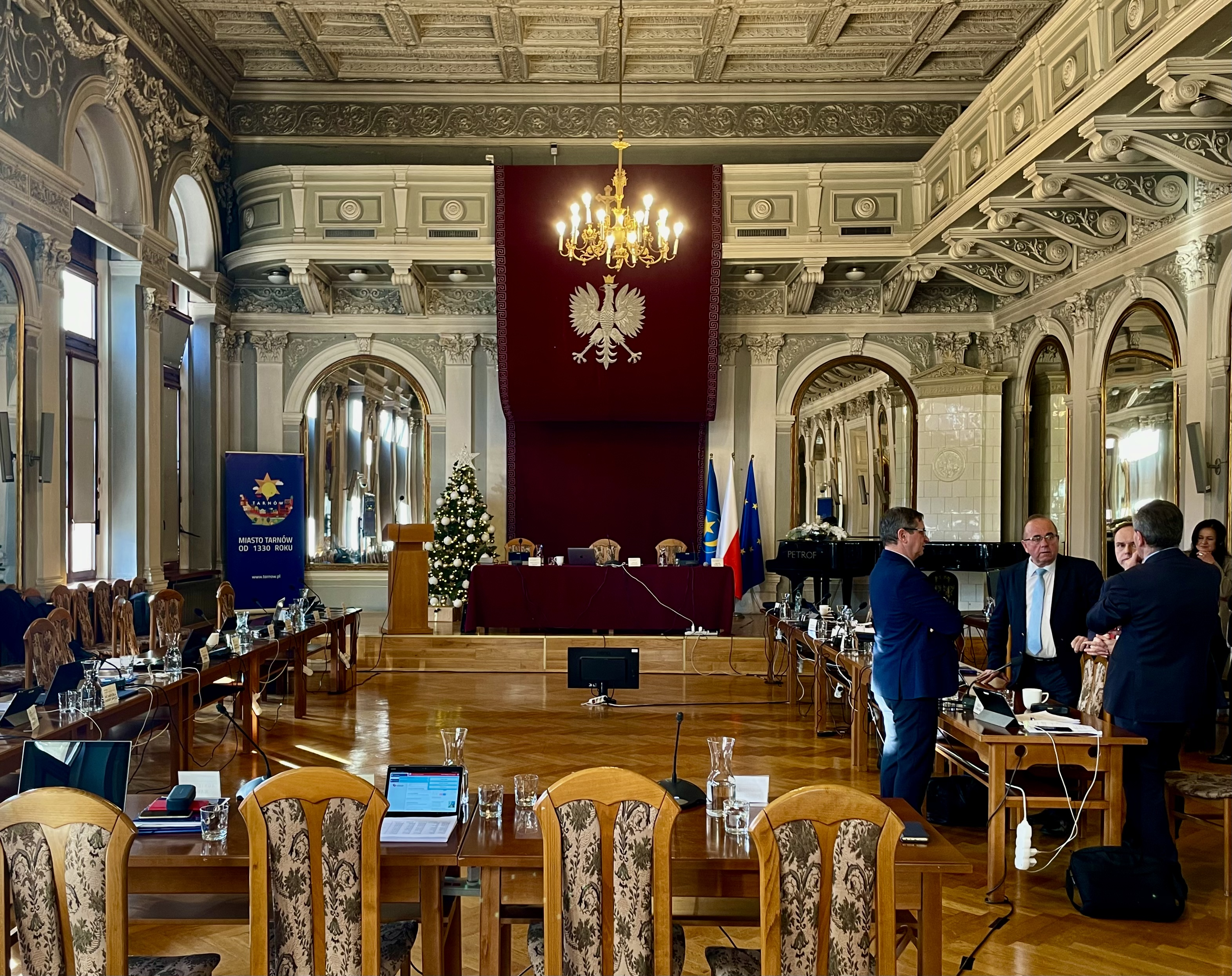
Sala Lustrzana podczas obrad Rady Miasta Tarnowa, grudzień 2022
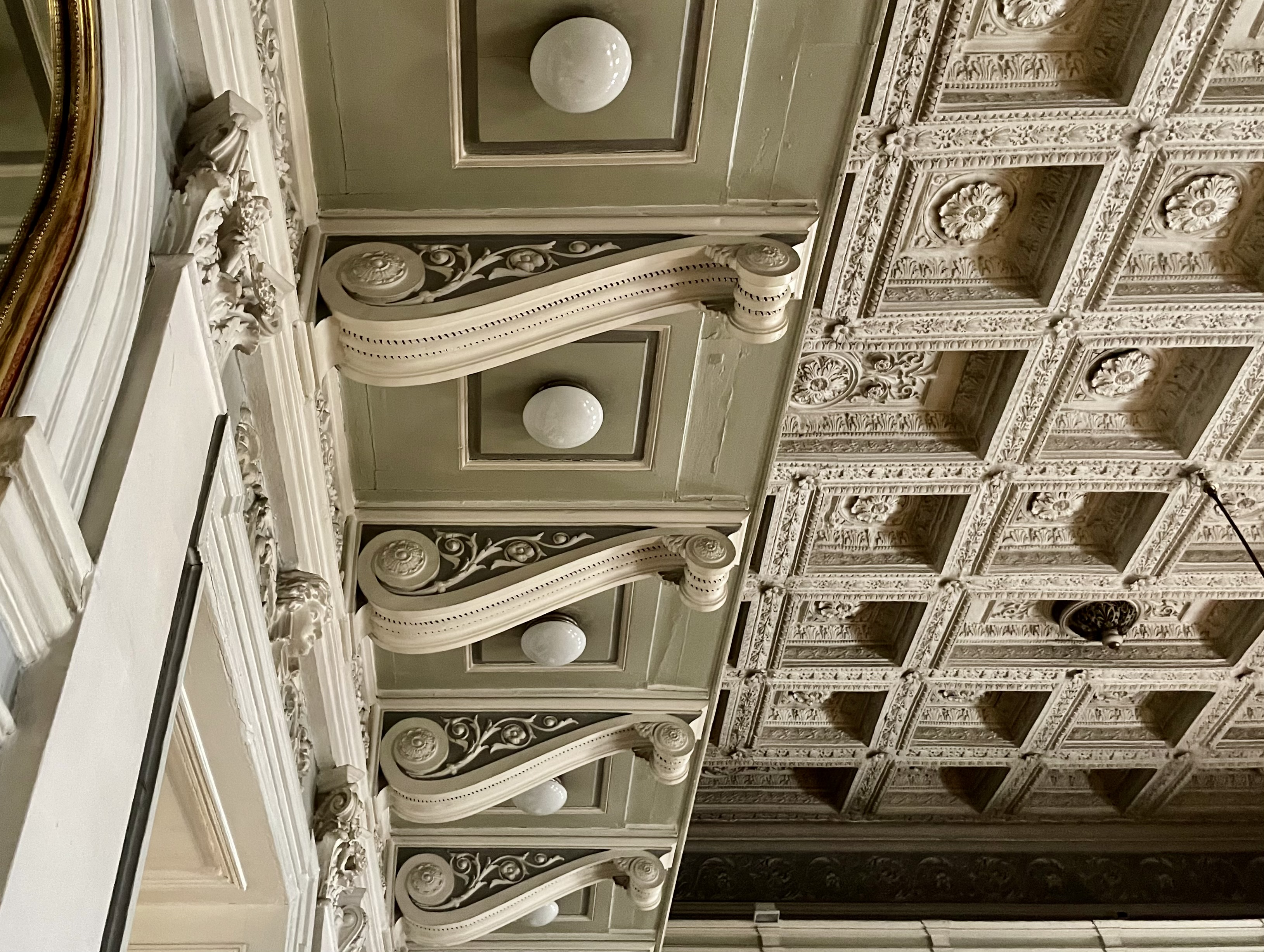
Widok na zdobione konsole wspierające galerię
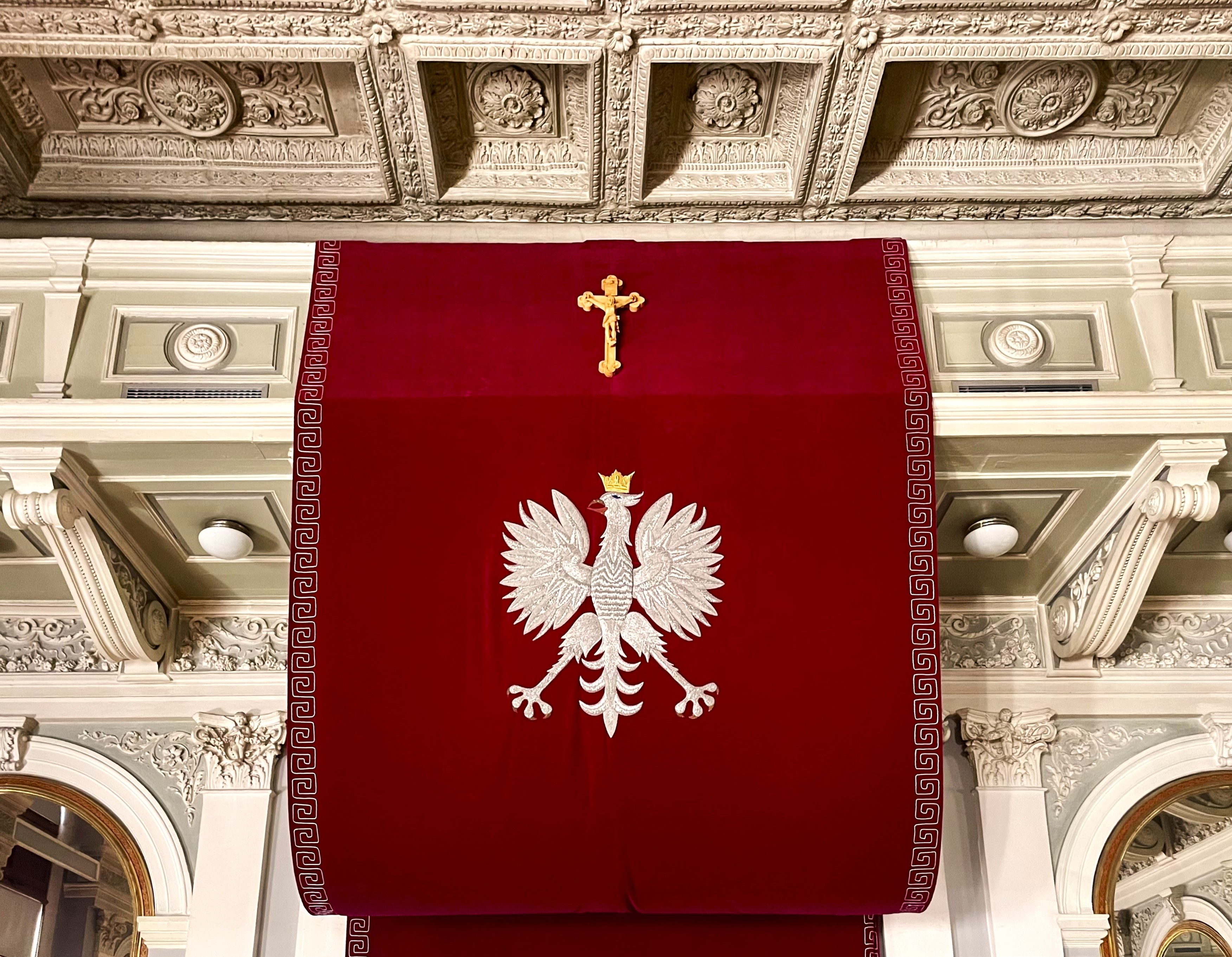
Tkanina z godłem Polski umieszczona w Sali Lustrzanej
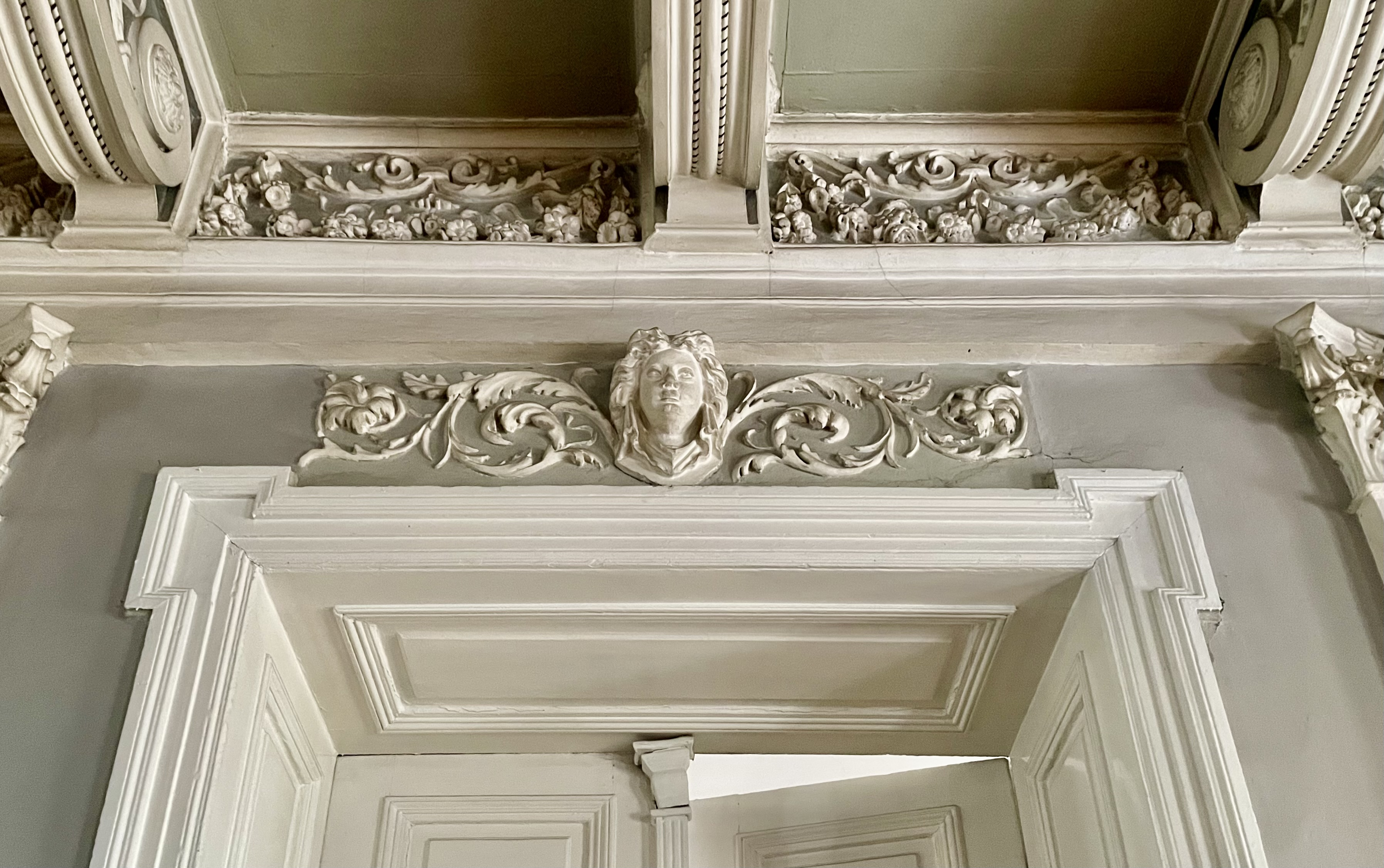
Dekoracje sztukatorskie w Sali Lustrzanej
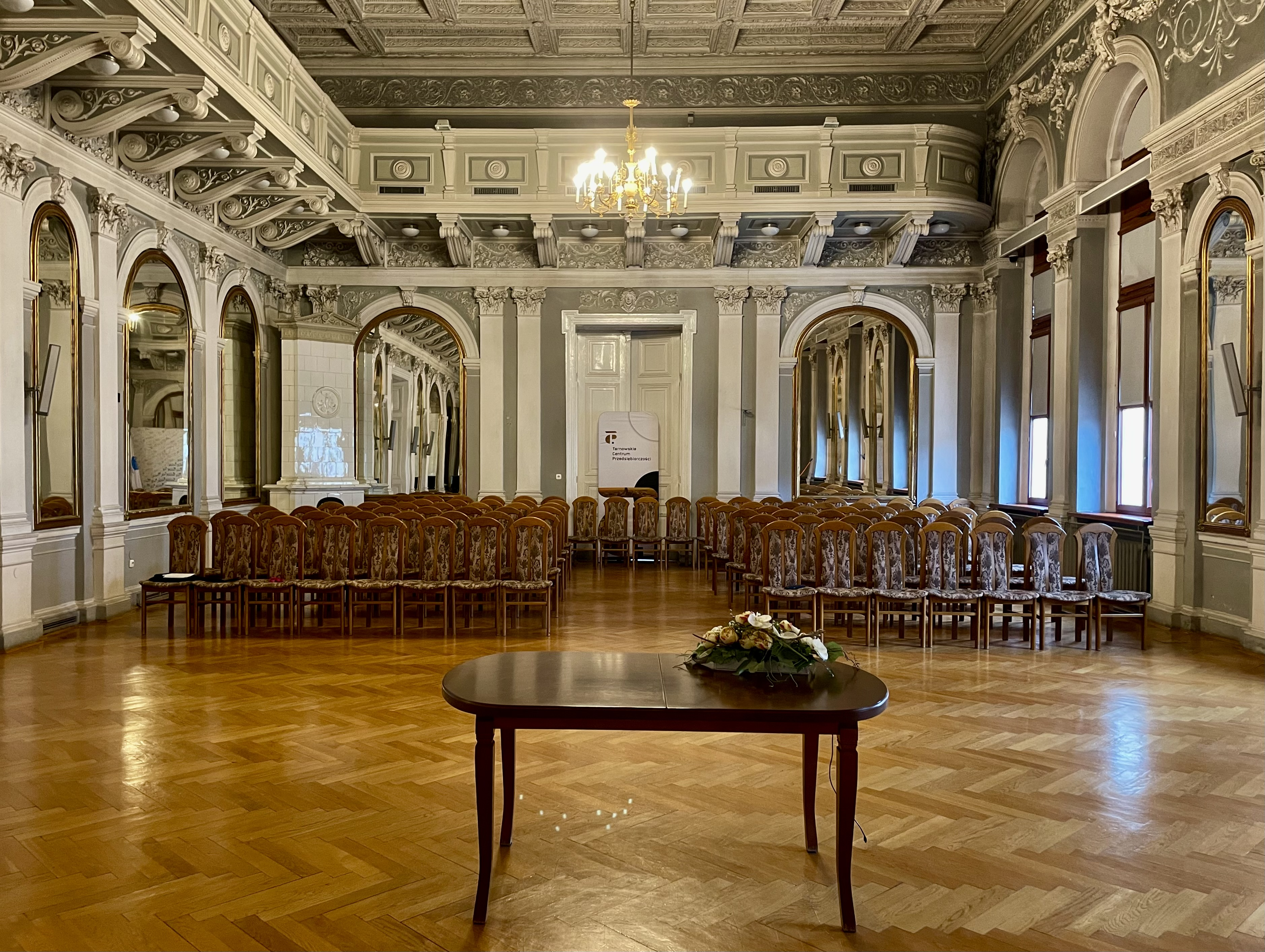
Widok na tylną część Sali Lustrzanej

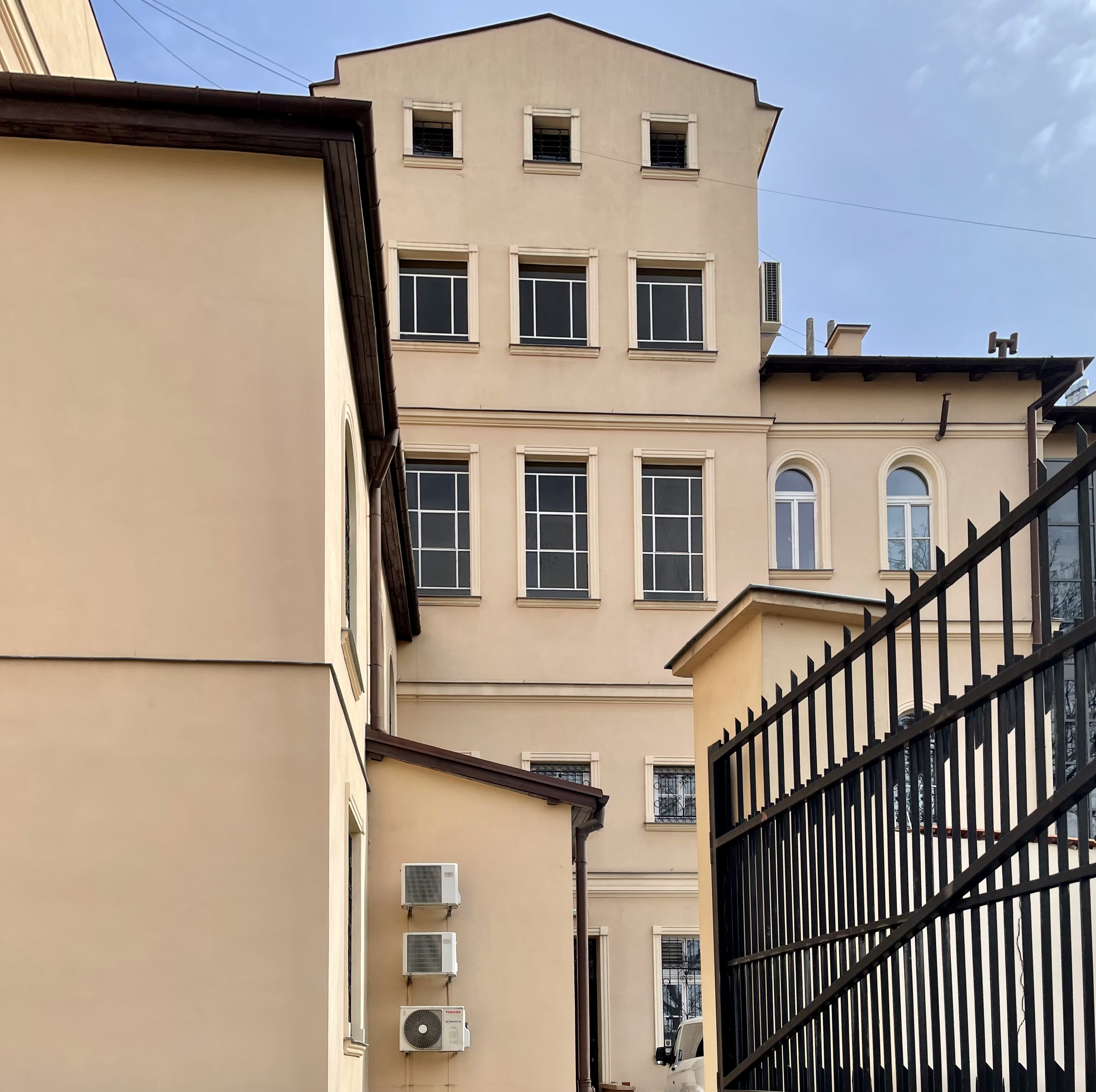
Tylna elewacja kamienicy, widok z dziedzińca

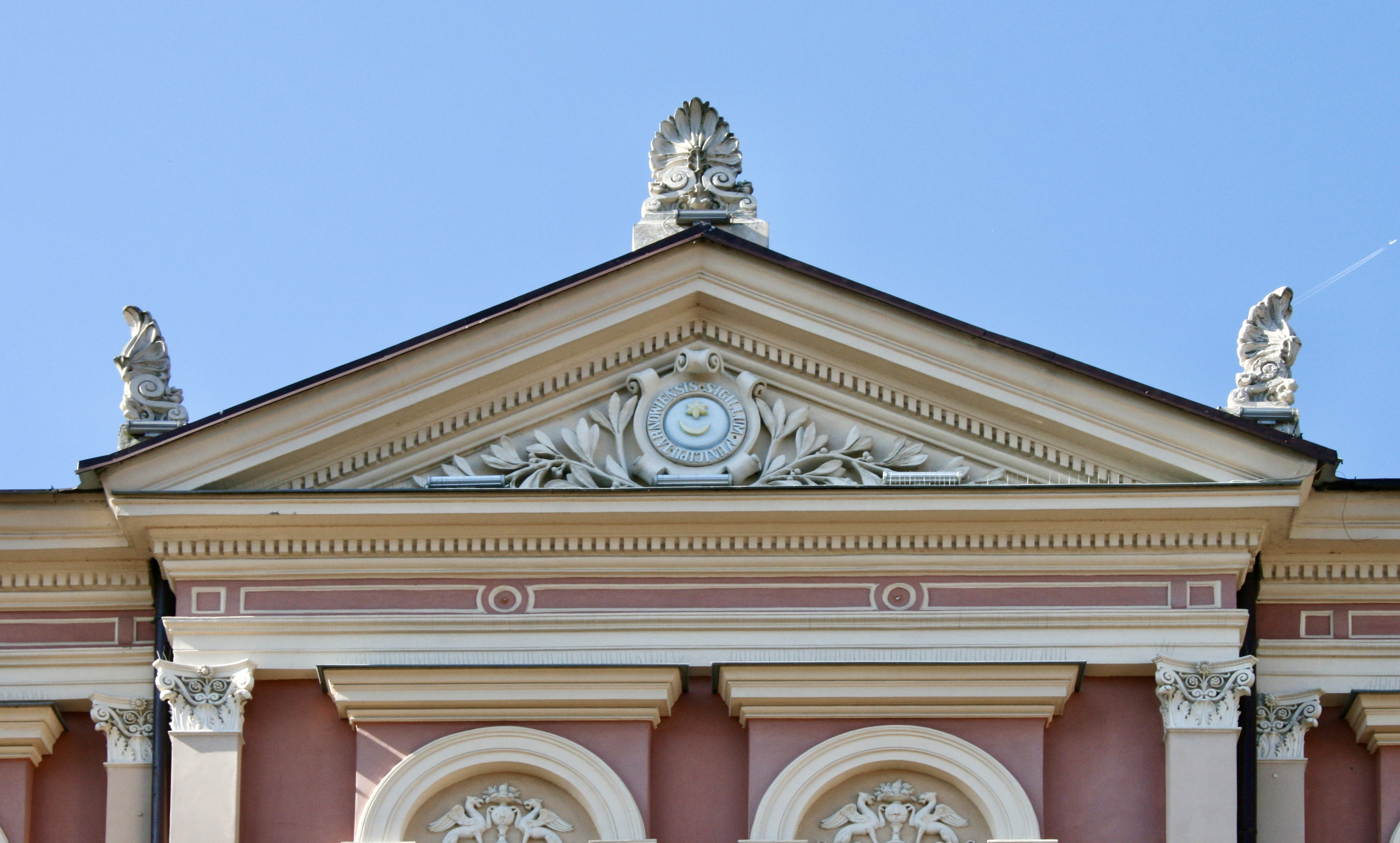
Detal elewacji od pl. Ofiar Katynia (ul. Piłsudskiego): tympanon z kartuszem z herbem Tarnowa

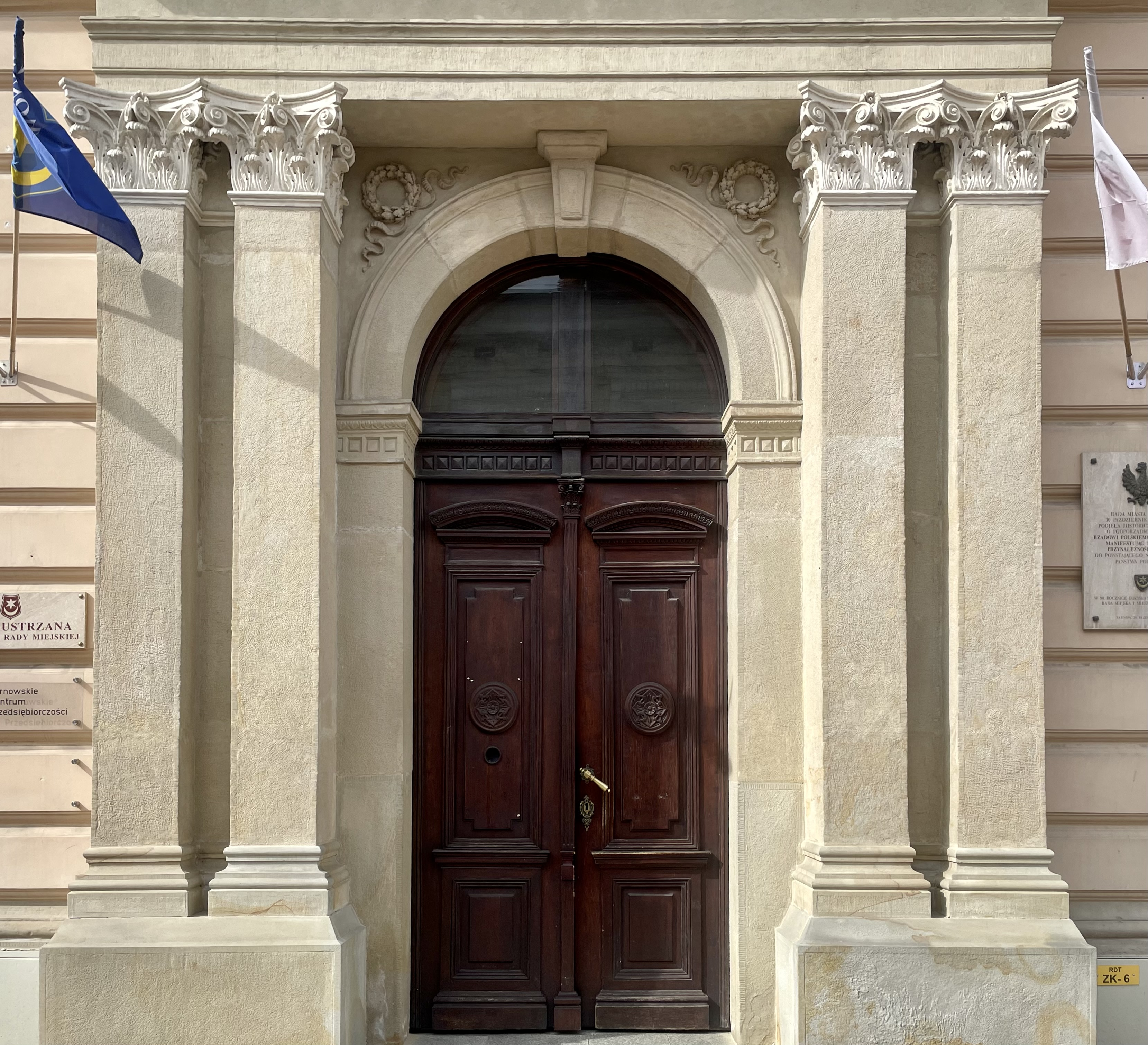
Portal w ryzalicie elewacji frontowej

Główne drzwi wejściowe budynku są wykonane z drewna, płycinowe i dwuskrzydłowe, wyposażone w dekoracyjne listwy przymykowe; podobną konstrukcję mają także drzwi prowadzące do sal wewnątrz budynku. Inne skrzydła drzwiowe w budowli, jak te oddzielające na pierwszym piętrze korytarz od klatki schodowej, oraz znajdujące się w sieni głównej, również są drewniane, płycinowe, ale także w części przeszklone i dwuskrzydłowe oraz wahadłowe. Odróżniają się wykonane ze stali drzwi wejściowe na strych, ze zdobnym szyldem zamka, wyposażone w poprowadzone po przekątnej stalowe taśmy, ozdobione ponadto metalową rozetą w miejscu ich skrzyżowania. Drzwi od pomieszczeń dodatkowych są natomiast proste i płytowe.

### Część zewnętrzna
Fasada kamienicy jest 9-osiowa, z wyraźnie zaakcentowanym 5-osiowym centralnym ryzalitem. Elewacje, szczególnie na wysokości pierwszego piętra, są bogato zdobione sztukateryjnymi, tynkowanymi na biało dekoracjami.
Budowla posadowiona jest na cokole wykonanym z masywnych, grubo ciosanych bloków piaskowca. W cokole od frontu umiejscowione są ponadto niewielkie prostokątne piwniczne okienka. Parter fasady jest boniowany. Na wysokości piętra umieszczono elementy neobarokowe, z oknami oskrzydlonymi pilastrami, które podtrzymują archiwolty, w których półkolistych polach umieszczono sztukaterię. Podziały poziome elewacji wykonano za pomocą gzymsów, wśród nich wyróżnia się gzyms podokapowy podparty zdobnymi konsolami w formie liści akantu.
W fasadzie zlokalizowany jest główny ryzalit, podzielony pionowo za pomocą pilastrów z korynckimi kapitelami, podtrzymującymi architraw. Okna umiejscowione w ryzalicie, flankowane pilastrami, są wyposażone w nadświetla, zwieńczone półkolistą arkadą ze zwornikiem, w podłuczu której znajduje się lufcik, oddzielony od okna plecionkowym fryzem. Fryz wieńczący reprezentuje przykład ornamentyki girlandowej, pośród której umiejscowione zostały niewielkie owalne okna strychu. Wyglądu ryzalitu dopełnia znajdujący się na osi centralnej portal mieszący główne wejście do budynku. Nad mieszącymi się w nim drzwiami umiejscowione jest półkoliste nadświetle, natomiast same drzwi oskrzydlone są podwójnymi pilastrami. Pozostała część frontu jest podzielona pionowo pilastrami w taki sposób, jak ryzalit.
Okna parteru są w fasadzie dwuskrzydłowe ze ślemieniem, poprzedzielane na dwie mniejsze kwatery i wyposażone w półkoliste nadświetle. Okna piętra również są dwuskrzydłowe ze ślemieniem oraz podzielone na dwie kwatery.
Elewacja od strony Placu Ofiar Katynia (ul. Piłsudskiego) jest 11-osiowa, z 3-osiowym lekko uskakującym zachodnim skrzydłem, dobudowanym do pierwotnie 8-osiowej elewacji w 1898 roku, a także z 2-osiowym ryzalitem zwieńczonym trójkątnym tympanonem z naszczytnikami oraz kartuszem z herbem Tarnowa w polu. Całość skrzydła posadowiono na cokole wykonanym z prostokątnych brył z piaskowca o grubo ciosanej powierzchni. Cokół od pozostałej części elewacji oddzielony jest za pomocą gzymsu z wolimi okami.  Okna w cokole są prostokątne, z kamiennymi obramowaniami. Parter jest boniowany. Okna parteru zamknięte są łukami pełnymi, otoczonymi boniami imitującymi klińce. Część okien na poziomie parteru jest wyposażona w kraty.
Elewacja szczytowa od strony zachodniej jest skromna i jednoosiowa. Elewacje od strony dziedzińca również mają bardzo skromny wystrój architektoniczny. Są tynkowane, z widocznymi uskokami i 3-osiowym ryzalitem, mieszczącym główną klatkę schodową.
Więźba dachowa jest drewniana, płatwiowo-kleszczowa. Budowla nakryta jest dachem o różnorodnej formie: skrzydło budynku od ul. Piłsudskiego nakryte jest dachem trójspadowym, a część budynku przylegająca do ul. Wałowej 8 wyposażona jest w dach dwuspadowy, z wzajemnie przesuniętymi połaciami dachowymi, co sprawia, że poddasze budowli może być doświetlane od zachodu. Część centralna kamienicy, nad główną klatką schodową i Salą Lustrzaną, nakryta jest natomiast dachem czterospadowym. Pokrycie dachowe wykonano z ocynkowanej blachy stalowej, ułożonej w arkuszach na rąbek stojący.